# جرج بورنیمیسزا
جرج بورنیمیسزا (انگلیسی: George Bornemissza؛ ۱۱ ژانویهٔ ۱۹۲۴ – ۱۰ آوریل ۲۰۱۴) دانشمند در زمینه حشره‌شناسی اهل مجارستان بود.
همچنین برندهٔ جوایزی همچون نشان استرالیا شده‌است.